# Thomas Traherne
Thomas Traherne (Hereford, 1636 circa – Teddington, 1674) è stato un poeta, teologo e scrittore inglese, fra i maggiori esponenti della poesia metafisica del XVII secolo.
Viene commemorato come santo dalla Chiesa anglicana.